# Ryutaro Iio
Ryutaro Iio (飯尾 竜太朗 Iio Ryūtarō?, nacido el 30 de enero de 1991 en Kōbe, Hyōgo) es un futbolista japonés que se desempeña como centrocampista en el Vegalta Sendai de la J1 League.

## Trayectoria

### Clubes
| Club                | País  | Año         |
| ------------------- | ----- | ----------- |
| Matsumoto Yamaga FC | Japón | 2013 - 2016 |
| V-Varen Nagasaki    | Japón | 2017 - 2018 |
| Vegalta Sendai      | Japón | 2019 -      |

## Estadística de carrera

### J. League
| Club                | Año   | J. League | J. League | Copa J. League | Copa J. League | Total | Total |
| Club                | Año   | Part.     | Goles     | Part.          | Goles          | Part. | Goles |
| ------------------- | ----- | --------- | --------- | -------------- | -------------- | ----- | ----- |
| Matsumoto Yamaga FC | 2013  | 14        | 0         | -              | -              | 14    | 0     |
| Matsumoto Yamaga FC | 2014  | 8         | 0         | -              | -              | 8     | 0     |
| Matsumoto Yamaga FC | 2015  | 6         | 0         | 4              | 0              | 10    | 0     |
| Matsumoto Yamaga FC | 2016  | 18        | 2         | -              | -              | 18    | 2     |
| V-Varen Nagasaki    | 2017  | 39        | 3         | -              | -              | 39    | 3     |
| Total               | Total | 85        | 5         | 4              | 0              | 89    | 5     |